# Der geheime Garten (1949)
Der Kinderfilm Der geheime Garten ist ein US-Filmdrama aus dem Jahr 1949. Die Literaturverfilmung entstand nach dem Roman Der geheime Garten von Frances Hodgson Burnett. Der Roman wurde mehrfach verfilmt, unter anderem 1993.

## Handlung
Die zehnjährige Mary Lennox lebte mit ihren Eltern in Indien, das zu dieser Zeit noch eine britische Kolonie ist. Ihre Eltern hatten keine Zeit für sie, und so wuchs sie von Dienstboten versorgt auf.
Durch eine Cholera-Epidemie sind nun viele Leute gestorben, so auch Marys Eltern. Sie wird deshalb zu ihrem einzigen noch lebenden Verwandten, ihrem Onkel Craven, nach England gebracht. Dieser lebt in einem alten düsteren Haus, das aus unzähligen Zimmern besteht, die zum größten Teil nicht bewohnt sind. Ihr Onkel versorgt sie mit dem Nötigsten und stellt ihr das Dienstmädchen Martha zur Verfügung, will aber nichts von ihr wissen. Als er sie einmal zu Gesicht bekommt, bezeichnet er Mary als hässlich und wendet sich von ihr ab.
So ist Mary wieder auf sich allein gestellt und wird nur von Dienstboten versorgt. Mary ist ziemlich eigensinnig und scheucht die Bediensteten gerne herum, doch Martha lässt sich dies nicht gefallen und lacht sie nur aus. Mary soll im Haus die meisten Zimmer nicht betreten, und da auch keine Spielsachen in ihrem Zimmer sind, bleibt ihr nur übrig, in den Garten zu gehen. Dort entdeckt sie bald hinter Büschen eine hohe Mauer, die einen weiteren Garten umrundet. Das Tor zu diesem Garten ist allerdings verschlossen. Sie erfährt, dass ihr Onkel diesen Garten vor 10 Jahren verschließen ließ, nachdem seine Frau dort gestorben ist.
Nachdem sie Dickon, den Bruder des Dienstmädchens, kennengelernt hat, macht Mary sich gemeinsam mit ihm auf die Suche nach dem Schlüssel. Schließlich finden sie diesen und gelangen so in den geheimen Garten. Noch ist es Herbst, doch erahnen sie, wie schön dieser im Frühling aussehen würde, wenn er nur gepflegt würde. So machen sie sich daran, den Garten zu jäten.
Währenddessen hat Mary das Verbot ignoriert, die Zimmer im Haus zu durchsuchen. Und so trifft sie auf Colin, den Sohn ihres Onkels. Dieser liegt im Bett und kann nicht laufen. Mary bringt Colin dazu, auch einmal sein Zimmer zu verlassen, und so kann sie ihn im Rollstuhl zusammen mit Dickon in den geheimen Garten bringen. Es ist inzwischen Frühling geworden, und so blüht alles im Garten. Und auch Colin entwickelt sich prächtig und kann schließlich wieder laufen. Als Marys Onkel nach einer längeren Reise im Sommer zurückkehrt, ist er zunächst erbost, dass der Garten offen ist. Doch als er Colin wieder gesund sieht, versöhnt er sich mit der Vergangenheit, und kann nun auch seinen Sohn und seine Nichte lieben.

## Synchronisation
Die deutsche Synchronfassung entstand 1998 bei der Interopa Film, Berlin. Katharina Gräfe schrieb das Dialogbuch und führte Regie.
| Rolle               | Darsteller       | Synchronsprecher         |
| ------------------- | ---------------- | ------------------------ |
| Mary Lennox         | Margaret O’Brien | Catrin Dams              |
| Archibald Craven    | Herbert Marshall | Lothar Blumhagen         |
| Colin Craven        | Dean Stockwell   | Konrad Bösherz           |
| Mrs. Medlock        | Gladys Cooper    | Kerstin Sanders-Dornseif |
| Martha              | Elsa Lanchester  | Katharina Gräfe          |
| Dickon              | Brian Roper      | Wanja Gerick             |
| Gouvernante         | Isobel Elsom     | Edeltraut Elsner         |
| Dr. Griddelstone    | Aubrey Mather    | Klaus Jepsen             |
| Dr. Fortescue       | George Zucco     | Christian Rode           |
| Britischer Offizier | Lowell Gilmore   | Jan Spitzer              |
| Barney              | Billy Bevan      | Frank Ciazynski          |
| Mr. Pitcher         | Dennis Hoey      | Werner Ehrlicher         |

## Zusammenfassung

### Aufbau
Die Handlung beginnt mit zwei britischen Soldaten, die nach der Cholera-Epidemie nach Überlebenden suchen. Durch die Unterhaltung der Soldaten erfährt der Zuschauer zunächst einiges über den familiären Hintergrund von Mary Lennox. Danach folgt die Handlungsführung weitgehend Mary.

### Personen
Mary Lennox stammt aus reichen Verhältnissen, doch ihre Eltern hatten nie Zeit für sie. Sie ist ohne richtigen Kontakt zu Gleichaltrigen unter Dienstboten aufgewachsen. Sie ist sehr verwöhnt und wird schnell hysterisch, wenn sie nicht ihren Willen bekommt. Erst durch das Dienstmädchen Martha erfährt sie zum ersten Mal, dass nicht alles nach ihrem Willen gehen kann.
Durch den Umgang mit Gleichaltrigen entwickelt sie sich und wird freundlicher in ihren Umgangsformen.
Colin Craven hat eine sehr ähnliche Lebensumgebung wie Mary. Er hat sich aber noch mehr in sich zurückgezogen und ist dadurch krank geworden. Mary rüttelt ihn aus seinem Selbstmitleid heraus, so dass er im wahrsten Sinne den Schritt hinaus wagt, und dadurch an Selbstvertrauen gewinnt.
Dickon ist im Gegensatz zu Mary und Colin in armen Verhältnissen aufgewachsen. Dafür hat er familiäre Geborgenheit erfahren. Zudem steht er bereits fest im Leben und kann zunächst Mary und dann auch Colin bei ihrer Persönlichkeitsentwicklung helfen.

## Kritiken
Der Classicfilmguide.com lobt den Film als außergewöhnliche Familienunterhaltung, das die meisten Eltern zu Tränen rühre, durch sein herzergreifendes Ende. Der Time Out Film Guide Nr. 13 führt an, dass dieser Film an Der Zauberer von Oz erinnere, doch von der Qualität nicht ganz an diesen heranreiche. Chanel4.com vergleicht diese Verfilmung mit der Version von 1993; die Verfilmung von 1949 reiche nicht ganz an die Neuverfilmung heran, biete aber solide Unterhaltung. Dennis Schwartz führt auf Ozus World Movie Reviews an, dass die Darstellung zu schrill sei, um komplett gefällig zu sein.